# Farma (3. sezona)
Treća sezona hrvatskog reality showa Farma prikazivala se od 21. ožujka do 18. lipnja 2010. na Novoj TV. Pobjednik sezone bio je Kristijan Rahimovski.

## Voditelji
- Mia Kovačić[2]
- Davor Dretar Drele[2]
- Nikolina Pišek[2]

### Mentor
- Josip Tučkorić – Joža

## Kandidati
Kandidati sezone bili su predstavljeni u ožujku 2010.
- Kristijan Rahimovski - napustio farmu 13. tjedan, pobjednik
- Josip Ivančić - napustio farmu 13. tjedan, finalist
- Ivo Amulić - napustio farmu 13. tjedan, finalist
- Jelena Bosančić - napustila farmu 13. tjedan, finalistica
- Sabina Čedić -  napustila farmu 13. tjedan, finalistica
- Branka Marić Mutti -  napustila farmu 12. tjedan
- Elio Pisak -  napustio farmu 12. tjedan
- Stjepan Božić - došao na farmu 7. tjedan, a napustio je 9. tjedan
- Angie Garany - došla na farmu 7. tjedan, a napustila je 8. tjedan
- Žana Štrbac - napustila farmu 7. tjedan
- Ivan Hrvatska - došao na farmu u 4. tjednu, a napustio je u 6. tjednu
- Nikol Bulat - napustila farmu 5. tjedan
- Ava Karabatić - došla na farmu i napustila je 4. tjedan;u šestom tjednu se vratila na farmu, a napustila je u 10. tjednu
- Kristijan Curavić - napustio farmu 4. tjedan zbog zdravstvenih razloga
- Daniel Popović - napustio farmu 3. tjedan
- Marinela Jantoš Ella - napustila farmu 2. tjedan
- Maja Morales  - samovoljno napustila farmu 1. tjedan
- Antonio Marušić - napustio farmu 1. tjedan; u 4 tjednu se vratio na farmu i napustio je u 11. tjednu

### Tjedne uloge
| Tjedan        | 1.      | 2.     | 3.     | 4.     | 5.    | 6.     | 7.      | 8.      | 9.      | 10.    | 11.     | 12.    | 12.    |
| ------------- | ------- | ------ | ------ | ------ | ----- | ------ | ------- | ------- | ------- | ------ | ------- | ------ | ------ |
| Gazda         | Ella    | Daniel | Branka | Sabina | Ivan  | Žana   | Kiki    | Jelena  | Elio    | Josip  | Josip   | Jelena | Jelena |
| Sluga         | Antonio | Ella   | Nikol  | Ava    | Nikol | Branka | Stjepan | Stjepan | Antonio | Ava    | Branka  | Elio   | Elio   |
| Sluga         | Jelena  | Kiki   | Daniel | Ivan   | Ivo   | Ivan   | Angie   | Angie   | Ava     | Ivo    | Antonio | Branka | Branka |
| Prvi duelist  | Antonio | Ella   | Daniel | Ava    | Nikol | Ivan   | Stjepan | Angie   | Antonio | Ava    | Antonio | Kiki   | Branka |
| Drugi duelist | Elio    | Žana   | Elio   | Žana   | Žana  | Kiki   | Žana    | Ava     | Stjepan | Jelena | Kiki    | Elio   | Ivo    |

- U sedmom tjednu dopušteni su muško-ženski dvoboji (samo u znanju).
- U 12.tjednu u areni su se odigrala dva dvoboja.

## Vanjske poveznice
- Službena stranica
- Farma u internetskoj bazi filmova IMDb-a